# Penstemon mirus
Penstemon mirus är en grobladsväxtart som beskrevs av A. Nels.. Penstemon mirus ingår i släktet penstemoner, och familjen grobladsväxter. Inga underarter finns listade i Catalogue of Life.